# На высоте культуры
«На высоте культуры» — американский документальный фильм о каннабисе, о его роли в жизни людей, о его вреде и пользе, а также об особенностях мировой наркоторговли и методах борьбы с ней. Фильм неофициально переводился на русский язык студией Rumble.

## В главных ролях
- Джо Роган
- Снуп Догг
- Уиз Халифа
- Ричард Брэнсон
- Деннис Ховард Маркс

## Награды
- Cinéfest Sudbury International Film Festival — премьера фильма[2][3].
- Варшавский кинофестиваль (2014) — Best Documentary (номинации)[4].
- AMPIA Awards 2015 — Best Documentary Over 30 Minutes[5].
- Leo Awards 20015 — Best Feature Length Documentary Program, Best Cinematography in a Documentary Program or Series, and Best Picture Editing in a Documentary Program or Series (номинации).